# Eurocup 2020-2021
L'Eurocup 2020-2021 (chiamata 7Days Eurocup per ragioni di sponsorizzazione) è stata la 19ª edizione del secondo torneo europeo di pallacanestro per club organizzato dall'Euroleague Basketball.

## Format competizione
Partecipano 24 squadre che vengono inserite in quattro gironi all'italiana da 6 squadre ciascuno. Le prime quattro di ciascun gruppo avanzano al turno successivo (denominato Top 16). Nella seconda fase le formazioni vengono divise in 4 gruppi di 4 squadre ciascuno. Le prime due classificate di ciascun gruppo avanzano alla fase finale ad eliminazione diretta. Le ultime due classificate di ciascun girone vengono eliminate. Quarti, semifinali e finale si giocano alla meglio delle tre partite.

## Squadre partecipanti
Le squadre partecipanti alla Regular season sono 24. Francia, Italia e Spagna iscrivono quattro squadre, Montenegro, Russia e Turchia due, Belgio, Germania, Grecia, Lituania, Serbia e Slovenia una.
| Regular season              | Regular season              | Regular season             | Regular season           |
| --------------------------- | --------------------------- | -------------------------- | ------------------------ |
| Umana Reyer Venezia         | Gran Canaria                | UNICS Kazan'               | Partizan NIS Belgrado    |
| Germani Brescia Leonessa    | Unicaja Málaga              | Lokomotiv Kuban' Krasnodar | Budućnost VOLI Podgorica |
| Segafredo Virtus Bologna    | Joventut Badalona           | JL Bourg                   | Promitheas Patras        |
| Aquila Basket Trento        | MoraBanc Andorra            | Boulogne Metropolitans 92  | Mornar Bar               |
| Frutti Extra Bursaspor      | Cedevita Olimpija Ljubljana | AS Monaco                  | Krepšinio Lietkabelis    |
| Bahçeşehir College Istanbul | ratiopharm Ulm              | Nanterre 92                | Antwerp Giants           |

Il 22 giugno gli Skyliners Frankfurt decisero di ritirarsi dalla competizione e il suo posto venne preso dall'Aquila Basket Trento. Il 17 settembre invece il Mornar Bar prende il posto lasciato libero dal Maccabi Rishon LeZion.

## Regular Season
Se due o più squadre al termine ottengono gli stessi punti, vengono classificate in base ai seguenti criteri:
1. Scontri diretti
2. Differenza punti negli scontri diretti
3. Differenza punti generale
4. Punti fatti
5. Somma dei quozienti di punti fatti e punti subiti in ogni partita

### Gruppo A
| Pos | Squadra                    | G  | V | P | PF  | PS  | DP   | Qualificazione          |       | CJB   | UNK   | JLB   | PAR   | BAH   | URV    |
| --- | -------------------------- | -- | - | - | --- | --- | ---- | ----------------------- | ----- | ----- | ----- | ----- | ----- | ----- | ------ |
| 1   | Joventut Badalona          | 10 | 8 | 2 | 849 | 783 | +66  | Qualificate alle Top 16 |       | —     | 84–77 | 90–75 | 85–82 | 77–87 | 92–78  |
| 2   | UNICS Kazan'               | 10 | 6 | 4 | 827 | 797 | +30  | Qualificate alle Top 16 |       | 91–93 | —     | 76–71 | 93–70 | 89–88 | 90–87  |
| 3   | JL Bourg-en-Bresse         | 10 | 6 | 4 | 810 | 777 | +33  | Qualificate alle Top 16 |       | 77–84 | 74–86 | —     | 73–71 | 79–77 | 87–59  |
| 4   | Partizan NIS Belgrado      | 10 | 6 | 4 | 810 | 784 | +26  | Qualificate alle Top 16 |       | 78–75 | 89–86 | 76–89 | —     | 88–75 | 95–73  |
| 5   | Bahçeşehir Koleji Istanbul | 10 | 2 | 8 | 810 | 827 | −17  |                         |       | 72–91 | 67–70 | 82–99 | 76–82 | —     | 108–74 |
| 6   | Umana Reyer Venezia        | 10 | 2 | 8 | 744 | 882 | −138 |                         | 75–89 | 85–78 | 76–86 | 59–79 | 88–82 | —     |        |

### Gruppo B
| Pos | Squadra                   | G  | V | P | PF  | PS  | DP  | Qualificazione          |       | MET   | UNI   | MOR   | BUD   | ULM   | BRE   |
| --- | ------------------------- | -- | - | - | --- | --- | --- | ----------------------- | ----- | ----- | ----- | ----- | ----- | ----- | ----- |
| 1   | Boulogne Metropolitans 92 | 10 | 7 | 3 | 809 | 786 | +23 | Qualificate alle Top 16 |       | —     | 90–80 | 78–65 | 83–89 | 72–65 | 86–81 |
| 2   | Unicaja Málaga            | 10 | 7 | 3 | 875 | 811 | +64 | Qualificate alle Top 16 |       | 96–88 | —     | 98–72 | 91–87 | 90–94 | 86–69 |
| 3   | Mornar Bar                | 10 | 5 | 5 | 788 | 805 | −17 | Qualificate alle Top 16 |       | 89–78 | 90–80 | —     | 85–82 | 66–82 | 95–76 |
| 4   | Budućnost VOLI Podgorica  | 10 | 5 | 5 | 785 | 785 | 0   | Qualificate alle Top 16 |       | 71–73 | 66–90 | 78–84 | —     | 73–68 | 93–81 |
| 5   | ratiopharm Ulm            | 10 | 4 | 6 | 786 | 773 | +13 |                         |       | 80–86 | 76–81 | 84–76 | 73–77 | —     | 88–76 |
| 6   | Germani Brescia           | 10 | 2 | 8 | 749 | 832 | −83 |                         | 70–75 | 79–83 | 77–75 | 66–75 | 87–84 | —     |       |

### Gruppo C
| Pos | Squadra                    | G  | V  | P | PF  | PS  | DP   | Qualificazione          |       | VIR    | LOK     | ASM   | MBA   | LIE   | ANT   |
| --- | -------------------------- | -- | -- | - | --- | --- | ---- | ----------------------- | ----- | ------ | ------- | ----- | ----- | ----- | ----- |
| 1   | Virtus Segafredo Bologna   | 10 | 10 | 0 | 861 | 745 | +116 | Qualificate alle Top 16 |       | —      | 85–79   | 94–85 | 92–81 | 82–73 | 92–73 |
| 2   | Lokomotiv Kuban' Krasnodar | 10 | 8  | 2 | 910 | 811 | +99  | Qualificate alle Top 16 |       | 83–89  | —       | 76–72 | 76–61 | 94–90 | 89–72 |
| 3   | AS Monaco                  | 10 | 6  | 4 | 786 | 724 | +62  | Qualificate alle Top 16 |       | 68–74  | 72–88   | —     | 66–64 | 82–57 | 96–64 |
| 4   | MoraBanc Andorra           | 10 | 3  | 7 | 746 | 776 | −30  | Qualificate alle Top 16 |       | 66–82  | 100–106 | 76–82 | —     | 76–66 | 82–69 |
| 5   | Lietkabelis Panevėžys      | 10 | 2  | 8 | 721 | 831 | −110 |                         |       | 61–76  | 76–105  | 64–88 | 77–69 | —     | 80–73 |
| 6   | Telenet Antwerp Giants     | 10 | 1  | 9 | 734 | 871 | −137 |                         | 76–95 | 94–114 | 67–75   | 60–71 | 86–77 | —     |       |

### Gruppo D
| Pos | Squadra                   | G  | V | P | PF  | PS  | DP   | Qualificazione          |       | HGC    | COL   | TRE   | NTR     | BUR    | PRO   |
| --- | ------------------------- | -- | - | - | --- | --- | ---- | ----------------------- | ----- | ------ | ----- | ----- | ------- | ------ | ----- |
| 1   | Herbalife Gran Canaria    | 10 | 8 | 2 | 831 | 765 | +66  | Qualificate alle Top 16 |       | —      | 90–82 | 71–61 | 94–82   | 89–76  | 98–83 |
| 2   | Cedevita Olimpija Lubiana | 10 | 7 | 3 | 838 | 737 | +101 | Qualificate alle Top 16 |       | 84–68  | —     | 87–65 | 75–63   | 104–88 | 77–73 |
| 3   | Dolomiti Energia Trento   | 10 | 6 | 4 | 738 | 713 | +25  | Qualificate alle Top 16 |       | 56–67  | 61–51 | —     | 102–104 | 89–80  | 78–51 |
| 4   | Nanterre 92               | 10 | 4 | 6 | 791 | 806 | −15  | Qualificate alle Top 16 |       | 90–74  | 80–76 | 65–71 | —       | 90–91  | 91–70 |
| 5   | Frutti Extra Bursaspor    | 10 | 3 | 7 | 853 | 907 | −54  |                         |       | 76–94  | 80–97 | 86–93 | 102–92  | —      | 84–93 |
| 6   | Promitheas Patrasso       | 10 | 2 | 8 | 757 | 880 | −123 |                         | 75–86 | 69–105 | 80–89 | 88–72 | 75–100  | —      |       |

## Top 16
Le 16 squadre che hanno superato la Regular Season, verranno suddivise in 4 raggruppamenti formati da 4 squadre che si affronteranno in un girone all'italiana.
Solo la vincitrice e la seconda qualificata di ogni girone si qualificheranno ai playoff, mentre le altre due squadre verranno eliminate.

### Gruppo E
| Pos | Squadra           | G | V | P | PF  | PS  | DP  | Qualificazione                  |       | ASM   | CJB   | NTR   | UNI   |
| --- | ----------------- | - | - | - | --- | --- | --- | ------------------------------- | ----- | ----- | ----- | ----- | ----- |
| 1   | AS Monaco         | 6 | 5 | 1 | 548 | 480 | +68 | Qualificate ai quarti di finale |       | —     | 97–82 | 98–94 | 90–71 |
| 2   | Joventut Badalona | 6 | 4 | 2 | 523 | 523 | 0   | Qualificate ai quarti di finale |       | 79–72 | —     | 95–90 | 77–90 |
| 3   | Nanterre 92       | 6 | 2 | 4 | 509 | 538 | −29 |                                 |       | 65–93 | 88–95 | —     | 80–74 |
| 4   | Unicaja Málaga    | 6 | 1 | 5 | 493 | 532 | −39 |                                 | 89–98 | 86–95 | 83–92 | —     |       |

### Gruppo F
| Pos | Squadra                    | G | V | P | PF  | PS  | DP  | Qualificazione                  |       | MET   | LOK   | TRE    | PAR   |
| --- | -------------------------- | - | - | - | --- | --- | --- | ------------------------------- | ----- | ----- | ----- | ------ | ----- |
| 1   | Boulogne Metropolitans 92  | 6 | 4 | 2 | 435 | 441 | −6  | Qualificate ai quarti di finale |       | —     | 61–83 | 92–86  | 79–62 |
| 2   | Lokomotiv Kuban' Krasnodar | 6 | 3 | 3 | 489 | 464 | +25 | Qualificate ai quarti di finale |       | 79–83 | —     | 100–86 | 74–67 |
| 3   | Dolomiti Energia Trento    | 6 | 3 | 3 | 441 | 446 | −5  |                                 |       | 67–57 | 96–84 | —      | 69–54 |
| 4   | Partizan NIS Belgrado      | 6 | 2 | 4 | 395 | 409 | −14 |                                 | 70–75 | 71–69 | 71–43 | —      |       |

### Gruppo G
| Pos | Squadra                   | G | V | P | PF  | PS  | DP  | Qualificazione                  |       | VIR    | BUD   | COL   | JLB    |
| --- | ------------------------- | - | - | - | --- | --- | --- | ------------------------------- | ----- | ------ | ----- | ----- | ------ |
| 1   | Segafredo Virtus Bologna  | 6 | 6 | 0 | 549 | 470 | +79 | Qualificate ai quarti di finale |       | —      | 87–65 | 90–76 | 83–62  |
| 2   | Budućnost VOLI Podgorica  | 6 | 3 | 3 | 504 | 495 | +9  | Qualificate ai quarti di finale |       | 89–99  | —     | 79–66 | 108–80 |
| 3   | Cedevita Olimpija Lubiana | 6 | 3 | 3 | 478 | 486 | −8  |                                 |       | 98–108 | 74–71 | —     | 94–91  |
| 4   | JL Bourg-en-Bresse        | 6 | 0 | 6 | 473 | 553 | −80 |                                 | 87–99 | 89–92  | 64–77 | —     |        |

### Gruppo H
| Pos | Squadra                | G | V | P | PF  | PS  | DP  | Qualificazione                  |       | UNK   | HGC   | MBA   | MOR     |
| --- | ---------------------- | - | - | - | --- | --- | --- | ------------------------------- | ----- | ----- | ----- | ----- | ------- |
| 1   | UNICS Kazan'           | 6 | 5 | 1 | 494 | 418 | +76 | Qualificate ai quarti di finale |       | —     | 73–62 | 85–63 | 86–61   |
| 2   | Herbalife Gran Canaria | 6 | 3 | 3 | 485 | 486 | −1  | Qualificate ai quarti di finale |       | 96–90 | —     | 63–66 | 100–102 |
| 3   | MoraBanc Andorra       | 6 | 3 | 3 | 432 | 432 | 0   |                                 |       | 66–73 | 74–79 | —     | 89–61   |
| 4   | Mornar Bar             | 6 | 1 | 5 | 446 | 521 | −75 |                                 | 70–87 | 81–85 | 71–74 | —     |         |

## Fase ad eliminazione diretta
Nella fase ad eliminazione diretta le squadre si affrontano in serie al meglio delle tre partite. La squadra meglio piazzata delle due nella Top 16 giocherà la prima e la terza (se necessaria) partita in casa.

### Tabellone
|  | Quarti di finale | Quarti di finale           | Quarti di finale | Quarti di finale | Quarti di finale |  |  | Semifinali | Semifinali               | Semifinali | Semifinali | Semifinali |    |   | Finale | Finale       | Finale | Finale | Finale |  |
|  |                  |                            |                  |                  |                  |  |  |            |                          |            |            |            |    |   |        |              |        |        |        |  |
|  | 1G               | Segafredo Virtus Bologna   | 80               | 84               | –                |  |  |            |                          |            |            |            |    |   |        |              |        |        |        |  |
|  | 2E               | Joventut Badalona          | 75               | 78               | –                |  |  | 1G         | Segafredo Virtus Bologna | 80         | 81         | 100        |    |   |        |              |        |        |        |  |
|  | 1H               | UNICS Kazan'               | 94               | 74               | 82               |  |  | 1H         | UNICS Kazan'             | 76         | 85         | 107        |    |   |        |              |        |        |        |  |
|  | 2F               | Lokomotiv Kuban' Krasnodar | 88               | 86               | 78               |  |  |            |                          |            |            |            |    |   | 1H     | UNICS Kazan' | 87     | 83     | –      |  |
|  | 1E               | AS Monaco                  | 76               | 74               | 90               |  |  |            |                          | 1E         | AS Monaco  | 89         | 86 | – |        |              |        |        |        |  |
|  | 2G               | Budućnost VOLI Podgorica   | 77               | 64               | 87               |  |  | 1E         | AS Monaco                | 82         | 76         | –          |    |   |        |              |        |        |        |  |
|  | 1F               | Boulogne Metropolitans 92  | 74               | 64               | –                |  |  | 2H         | Herbalife Gran Canaria   | 77         | 74         | –          |    |   |        |              |        |        |        |  |
|  | 2H               | Herbalife Gran Canaria     | 84               | 66               | –                |  |  |            |                          |            |            |            |    |   |        |              |        |        |        |  |

### Quarti di finale
| Squadra 1                 | Totale | Squadra 2                  | Gara 1 | Gara 2 | Gara 3 |
| ------------------------- | ------ | -------------------------- | ------ | ------ | ------ |
| Segafredo Virtus Bologna  | 2 - 0  | Joventut Badalona          | 80-75  | 84-78  | –      |
| UNICS Kazan'              | 2 - 1  | Lokomotiv Kuban' Krasnodar | 94-88  | 74-86  | 82-78  |
| AS Monaco                 | 2 - 1  | Budućnost VOLI Podgorica   | 76-77  | 74-64  | 90-87  |
| Boulogne Metropolitans 92 | 0 - 2  | Herbalife Gran Canaria     | 74-84  | 64-66  | –      |

#### Segafredo Virtus Bologna - Joventut Badalona
| Arbitri: | Milivoje Jovčić Spiros Gkontas Mykola Ambrosov |

|                                    |            |                                       |
| Belinelli 24 Teodosić 11 Gamble 10 | Punti      | 20 López-Arostegui 14 Bassas 10 Tomić |
| Teodosić 10                        | Assist     | 8 Bassas                              |
| Teodosić 5                         | Rimbalzi   | 6 López-Arostegui, Morgan             |
| Aleksandar Đorđević                | Allenatori | Carles Durán                          |

| Arbitri: | Damir Javor Tomasz Trawicki Hugues Thépénier |

|                                              |            |                                       |
| Bassas 26 Birgander 10 Dimitrijević, Tomić 7 | Punti      | 18 Hunter, Weems 17 Teodosić 9 Gamble |
| Bassas, Ribas 5                              | Assist     | 8 Marković                            |
| Tomić 8                                      | Rimbalzi   | 5 Gamble, Hunter                      |
| Carles Durán                                 | Allenatori | Aleksandar Đorđević                   |

#### UNICS Kazan' - Lokomotiv Kuban' Krasnodar
| Arbitri: | Carmelo Paternicò Miloš Koljenšić Huseyin Celik |

|                               |            |                                       |
| Canaan 18 Smith 17 Holland 16 | Punti      | 31 Williams-Goss 15 Gordon 10 Martjuk |
| Smith 6                       | Assist     | 6 Williams-Goss                       |
| Brown 10                      | Rimbalzi   | 13 Hervey                             |
| Dīmītrīs Priftīs              | Allenatori | Evgenij Pašutin                       |

| Arbitri: | Sreten Radović Uroš Obrknežević Gentian Cici |

|                                             |            |                                     |
| Williams-Goss 25 Kalnietis 23 Kuzminskas 15 | Punti      | 17 Smith 13 White 11 Brown, Holland |
| Kalnietis 10                                | Assist     | 3 Brown                             |
| Gordon 7                                    | Rimbalzi   | 11 Brown                            |
| Evgenij Pašutin                             | Allenatori | Dīmītrīs Priftīs                    |

| Arbitri: | Milivoje Jovčić Mario Majkić Hugues Thépénier |

|                                    |            |                                         |
| Smith 19 Morgan, White 17 Brown 10 | Punti      | 22 Hervey 19 Kuzminskas 9 Williams-Goss |
| Canaan, Smith, Žbanov 3            | Assist     | 8 Kalnietis, Williams-Goss              |
| Morgan 9                           | Rimbalzi   | 10 Kuzminskas, Lynch                    |
| Dīmītrīs Priftīs                   | Allenatori | Evgenij Pašutin                         |

#### AS Monaco - Budućnost VOLI Podgorica
| Arbitri: | Christos Christodoulou Robert Vyklický Tomasz Trawicki |

|                                            |            |                                   |
| Gray 18 Bost, Lessort 13 N'Doye, O'Brien 9 | Punti      | 24 Reed 21 Cobbs 8 Ejim, Ivanović |
| Bost 6                                     | Assist     | 3 Cobbs, Ivanović                 |
| Lessort 7                                  | Rimbalzi   | 13 Reed                           |
| Zvezdan Mitrović                           | Allenatori | Dejan Milojević                   |

| Arbitri: | Spiros Gkontas Gytis Vilius Artem Lavrukhin |

|                              |            |                              |
| Cobbs 17 Ivanović 16 Reed 12 | Punti      | 20 Gray 19 Lessort 13 Knight |
| Cobbs 4                      | Assist     | 9 Lessort                    |
| Ivanović, Nikolić, Reed 5    | Rimbalzi   | 3 Demahis-Ballou, Knight     |
| Dejan Milojević              | Allenatori | Zvezdan Mitrović             |

| Arbitri: | Luigi Lamonica Jordi Aliaga Solé Jurgis Laurinavičius |

|                                 |            |                                                    |
| Lessort 24 O'Brien 13 Knight 12 | Punti      | 17 Cobbs 16 Reed 11 Della Valle, Ivanović, Popović |
| Knight 3                        | Assist     | 4 Cobbs                                            |
| Knight 12                       | Rimbalzi   | 4 Cobbs, Mitrović, Nikolić                         |
| Zvezdan Mitrović                | Allenatori | Dejan Milojević                                    |

#### Boulogne Metropolitans 92 - Herbalife Gran Canaria
| Arbitri: | Saša Pukl Gytis Vilius Sébastien Clivaz |

|                                  |            |                                                |
| Michineau 15 Chikoko 13 Ginat 12 | Punti      | 17 Kilpatrick 15 Beirán 11 Costello, Slaughter |
| Brown 7                          | Assist     | 5 Slaughter                                    |
| Ginat 6                          | Rimbalzi   | 8 Costello                                     |
| Jure Zdovc                       | Allenatori | Porfirio Fisac                                 |

| Arbitri: | Tomislav Hordov Saulius Racys Kristaps Konstantinovs |

|                                          |            |                              |
| Slaughter 16 Costello 9 Albicy, Beirán 7 | Punti      | 19 Brown 16 Chikoko 11 Ginat |
| Albicy 5                                 | Assist     | 3 Brown                      |
| Costello 6                               | Rimbalzi   | 8 Ginat                      |
| Porfirio Fisac                           | Allenatori | Jure Zdovc                   |

### Semifinali
| Squadra 1                | Totale | Squadra 2              | Gara 1  | Gara 2  | Gara 3    |
| ------------------------ | ------ | ---------------------- | ------- | ------- | --------- |
| Segafredo Virtus Bologna | 1 - 2  | UNICS Kazan'           | 80 - 76 | 81 - 85 | 100 - 107 |
| AS Monaco                | 2 - 0  | Herbalife Gran Canaria | 82 - 77 | 76 - 74 | –         |

#### Segafredo Virtus Bologna - UNICS Kazan'
| Arbitri: | Oļegs Latiševs Milan Nedović Luka Kardum |

|                                          |            |                                      |
| Teodosić 27 Belinelli 12 Pajola, Ricci 9 | Punti      | 22 Smith 13 Brown, Holland 11 Morgan |
| Teodosić 5                               | Assist     | 4 Canaan                             |
| Hunter 7                                 | Rimbalzi   | 5 Brown, Morgan                      |
| Aleksandar Đorđević                      | Allenatori | Dīmītrīs Priftīs                     |

| Arbitri: | Ilija Belošević Miloš Koljenšić Huseyin Celik |

|                                |            |                                    |
| Canaan 19 Theodore 15 White 11 | Punti      | 33 Belinelli 11 Teodosić 10 Hunter |
| Theodore 6                     | Assist     | 9 Teodosić                         |
| White 9                        | Rimbalzi   | 5 Hunter, Ricci, Weems             |
| Dīmītrīs Priftīs               | Allenatori | Aleksandar Đorđević                |

| Arbitri: | Sreten Radović Gytis Vilius Saulius Racys |

|                                    |            |                            |
| Teodosić 25 Belinelli 24 Hunter 13 | Punti      | 24 Smith 22 White 20 Brown |
| Teodosić 9                         | Assist     | 7 Theodore                 |
| Ricci, Weems 4                     | Rimbalzi   | 8 Brown                    |
| Aleksandar Đorđević                | Allenatori | Dīmītrīs Priftīs           |

#### AS Monaco - Herbalife Gran Canaria
| Arbitri: | Damir Javor Michele Rossi Josip Radojković |

|                                     |            |                                        |
| Gray 25 Lessort 12 Bost, O'Brien 11 | Punti      | 22 Costello 14 Dimša 13 A.J. Slaughter |
| Bost, N'Doye 3                      | Assist     | 3 Albicy                               |
| Lessort 8                           | Rimbalzi   | 8 Beirán                               |
| Zvezdan Mitrović                    | Allenatori | Porfirio Fisac                         |

| Arbitri: | Emin Moğulkoç Robert Vyklický Mykola Ambrosov |

|                                     |            |                                      |
| Okoye 15 Balcerowski 12 Costello 11 | Punti      | 17 Knight 15 Bost, O'Brien 12 Inglis |
| Albicy 7                            | Assist     | 5 Bost, Knight                       |
| Costello 9                          | Rimbalzi   | 8 Knight                             |
| Porfirio Fisac                      | Allenatori | Zvezdan Mitrović                     |

### Finale
| Squadra 1    | Totale | Squadra 2 | Gara 1  | Gara 2  | Gara 3 |
| ------------ | ------ | --------- | ------- | ------- | ------ |
| UNICS Kazan' | 0 - 2  | AS Monaco | 87 - 89 | 83 - 86 | –      |

#### UNICS Kazan' - AS Monaco
| Arbitri: | Carmelo Paternicò Sašo Petek Jordi Aliaga Solé |

|                            |            |                                    |
| Gray 23 Lessort 17 Bost 16 | Punti      | 22 Klimenko 15 Theodore 14 Holland |
| Bost 6                     | Assist     | 8 Theodore                         |
| Knight 6                   | Rimbalzi   | 5 Canaan, Klimenko, White          |
| Zvezdan Mitrović           | Allenatori | Dīmītrīs Priftīs                   |

| Quintetto titolare | Quintetto titolare | Quintetto titolare  | Pt   | Rim  | Ass  |
| ------------------ | ------------------ | ------------------- | ---- | ---- | ---- |
| P                  | 1                  | Dee Bost            | 16   | 4    | 6    |
| P                  | 3                  | Rudy Demahis-Ballou | 3    | 0    | 2    |
| AG                 | 7                  | Damien Inglis       | 1    | 2    | 1    |
| P                  | 9                  | Marcos Knight       | 14   | 6    | 2    |
| C                  | 26                 | Mathias Lessort     | 17   | 5    | 1    |
| Panchina:          |                    |                     |      |      |      |
| G                  | 2                  | Yohan Choupas       | n.e. | n.e. | n.e. |
| PG                 | 11                 | Abdoulaye N'Doye    | 4    | 4    | 1    |
| AC                 | 15                 | Wilfried Yeguete    | 0    | 4    | 0    |
| AC                 | 22                 | J.J. O'Brien        | 11   | 1    | 1    |
| P                  | 32                 | Rob Gray            | 23   | 4    | 0    |
| G                  | 91                 | Boukhary Cissoko    | n.e. | n.e. | n.e. |
| Allenatore:        |                    |                     |      |      |      |
| Zvezdan Mitrović   |                    |                     |      |      |      |

| Monaco |  | UNICS Kazan' |

| AS Monaco     | Statistiche        | UNICS Kazan'  |
| ------------- | ------------------ | ------------- |
|               | Statistiche        |               |
| 21/38 (55.3%) | Tiro da 2          | 30/52 (57.7%) |
| 8/20 (40%)    | Tiro da 3          | 5/14 (35.7%)  |
| 23/29 (79.3%) | Tiri liberi        | 12/17 (70.6%) |
| 9             | Rimbalzi offensivi | 8             |
| 22            | Rimbalzi difensivi | 25            |
| 31            | Rimbalzi totali    | 33            |
| 13            | Assist             | 16            |
| 8             | Palle perse        | 10            |
| 6             | Palle rubate       | 4             |
| 4             | Stoppate           | 0             |
| 20            | Falli              | 25            |

| Quintetto titolare | Quintetto titolare | Quintetto titolare | Pt   | Rim  | Ass  |
| ------------------ | ------------------ | ------------------ | ---- | ---- | ---- |
| P                  | 3                  | Isaiah Canaan      | 12   | 5    | 4    |
| AG                 | 9                  | Okaro White        | 6    | 5    | 1    |
| C                  | 12                 | Artëm Klimenko     | 22   | 5    | 1    |
| G                  | 23                 | John Holland       | 14   | 2    | 1    |
| P                  | 25                 | Jordan Theodore    | 15   | 4    | 8    |
| Panchina:          |                    |                    |      |      |      |
| C                  | 00                 | John Brown         | 10   | 3    | 0    |
| A                  | 2                  | Pavel Antipov      | 2    | 2    | 0    |
| G                  | 6                  | Georgij Žbanov     | 0    | 0    | 0    |
| P                  | 7                  | Nate Wolters       | 4    | 1    | 1    |
| AP                 | 13                 | Dmitrij Uzinskij   | 0    | 1    | 0    |
| G                  | 15                 | Jamar Smith        | 2    | 3    | 0    |
| G                  | 42                 | Evgenij Kolesnikov | n.e. | n.e. | n.e. |
| Allenatore:        |                    |                    |      |      |      |
| Dīmītrīs Priftīs   |                    |                    |      |      |      |

| Arbitri: | Milivoje Jovčić Spiros Gkontas Mykola Ambrosov |

|                                |            |                                    |
| Brown 16 Theodore 15 Canaan 11 | Punti      | 25 Gray 16 O'Brien 14 Bost, Knight |
| Theodore 6                     | Assist     | 4 Bost, Knight                     |
| Brown 10                       | Rimbalzi   | 11 Knight                          |
| Dīmītrīs Priftīs               | Allenatori | Zvezdan Mitrović                   |

| Quintetto titolare | Quintetto titolare | Quintetto titolare | Pt   | Rim  | Ass  |
| ------------------ | ------------------ | ------------------ | ---- | ---- | ---- |
| P                  | 3                  | Isaiah Canaan      | 11   | 3    | 2    |
| P                  | 25                 | Jordan Theodore    | 15   | 5    | 6    |
| G                  | 23                 | John Holland       | 3    | 0    | 0    |
| A                  | 2                  | Pavel Antipov      | 3    | 0    | 0    |
| C                  | 12                 | Artëm Klimenko     | 6    | 4    | 1    |
| Panchina:          |                    |                    |      |      |      |
| C                  | 00                 | John Brown         | 16   | 10   | 1    |
| G                  | 6                  | Georgij Žbanov     | 0    | 0    | 0    |
| P                  | 7                  | Nate Wolters       | 5    | 1    | 1    |
| AG                 | 9                  | Okaro White        | 9    | 3    | 1    |
| AP                 | 13                 | Dmitrij Uzinskij   | 5    | 1    | 1    |
| G                  | 15                 | Jamar Smith        | 10   | 5    | 1    |
| G                  | 42                 | Evgenij Kolesnikov | n.e. | n.e. | n.e. |
| Allenatore:        |                    |                    |      |      |      |
| Dīmītrīs Priftīs   |                    |                    |      |      |      |

| UNICS Kazan' |  | Monaco |

| UNICS Kazan'  | Statistiche        | AS Monaco     |
| ------------- | ------------------ | ------------- |
|               | Statistiche        |               |
| 24/39 (61.5%) | Tiro da 2          | 21/44 (47.7%) |
| 6/26 (23.1%)  | Tiro da 3          | 9/20 (45%)    |
| 17/21 (81%)   | Tiri liberi        | 17/26 (65.4%) |
| 13            | Rimbalzi offensivi | 13            |
| 24            | Rimbalzi difensivi | 24            |
| 37            | Rimbalzi totali    | 37            |
| 14            | Assist             | 11            |
| 10            | Palle perse        | 8             |
| 3             | Palle rubate       | 3             |
| 4             | Stoppate           | 3             |
| 28            | Falli              | 24            |

| Quintetto titolare | Quintetto titolare | Quintetto titolare  | Pt | Rim | Ass |
| ------------------ | ------------------ | ------------------- | -- | --- | --- |
| P                  | 1                  | Dee Bost            | 14 | 2   | 4   |
| P                  | 3                  | Rudy Demahis-Ballou | 0  | 0   | 0   |
| P                  | 9                  | Marcos Knight       | 14 | 12  | 4   |
| AG                 | 7                  | Damien Inglis       | 0  | 3   | 0   |
| C                  | 26                 | Mathias Lessort     | 8  | 4   | 2   |
| Panchina:          |                    |                     |    |     |     |
| G                  | 2                  | Yohan Choupas       | 0  | 1   | 0   |
| PG                 | 11                 | Abdoulaye N'Doye    | 2  | 1   | 0   |
| AC                 | 15                 | Wilfried Yeguete    | 7  | 2   | 0   |
| AC                 | 22                 | J.J. O'Brien        | 16 | 4   | 0   |
| P                  | 32                 | Rob Gray            | 25 | 1   | 1   |
| Allenatore:        |                    |                     |    |     |     |
| Zvezdan Mitrović   |                    |                     |    |     |     |

| Vincitrice EuroCup 2020-2021 |
| ---------------------------- |
| Monaco 1º titolo             |

## Squadra vincitrice
| Monaco    | Monaco        |
| Giocatori | Staff tecnico |
| --------- | ------------- |

| N. | Naz.                                         | Ruolo | Nome               | Anno | Alt.   | Peso   |  |
| -- | -------------------------------------------- | ----- | ------------------ | ---- | ------ | ------ |  |
| 0  | Trinidad e Tobago (bandiera)                 | P     | Khadeen Carrington | 1995 | 193 cm | 88 kg  |  |
| 1  | Stati Uniti (bandiera) · Bulgaria (bandiera) | P     | Dee Bost (C)       | 1989 | 188 cm | 80 kg  |  |
| 2  | Francia (bandiera)                           | G     | Yohan Choupas      | 2000 | 193 cm | 84 kg  |  |
| 7  | Francia (bandiera)                           | AG    | Damien Inglis      | 1995 | 204 cm | 112 kg |  |
| 9  | Stati Uniti (bandiera)                       | G     | Marcos Knight      | 1989 | 188 cm | 98 kg  |  |
| 11 | Francia (bandiera)                           | PG    | Abdoulaye N'Doye   | 1998 | 198 cm | 93 kg  |  |
| 15 | Francia (bandiera)                           | AC    | Wilfried Yeguete   | 1991 | 202 cm | 104 kg |  |
| 22 | Stati Uniti (bandiera)                       | AG    | J.J. O'Brien       | 1992 | 201 cm | 103 kg |  |
| 26 | Francia (bandiera)                           | C     | Mathias Lessort    | 1995 | 206 cm | 112 kg |  |
| 28 | Senegal (bandiera) · Francia (bandiera)      | C     | Ibrahima Fall Faye | 1997 | 208 cm | 105 kg |  |
| 32 | Stati Uniti (bandiera)                       | PG    | Rob Gray           | 1994 | 186 cm | 84 kg  |  |
| 77 | Stati Uniti (bandiera)                       | G     | Branden Frazier    | 1992 | 191 cm | 77 kg  |  |

| Allenatore                                                             |
| - Zvezdan Mitrović                                                     |
| Assistente/i                                                           |
| - Mirko Ocokoljić Legenda - (C) Capitano - (IN) Inattivo - Infortunato |